# Макаревич Ідея Григорівна
Ідея Григорівна Макаревич (30 березня 1927, Владивосток — 25 січня 2020, Краснодар, РФ) — радянська і російська актриса театру, народна артистка РРФСР.

## Біографія
Ідея Григорівна Макаревич народилася 30 березня 1927 року у Владивостоці в артистичній родині. Батько-дипломат, мати-актриса і бабуся були репресовані. В 1938 році її бабуся вийшла з в'язниці і взяла онуку на виховання.
У 1947 році закінчила Театральну студію при драматичному театрі Владивостока (викладач професор Ф. Є. Шишигін). У 1947—1962 роках грала в рідному Приморському драматичному театрі ім. Горького.
З 1962 року виступає в Краснодарському театрі драми ім. Горького. У 1995 році відбувся Всеросійський бенефіс артистки на сцені Театру імені Е. Б. Вахтангова в Москві за програмою «Національне надбання Росії». В рівній мірі їй підвладні як комедійні, сатиричні, так і гострогротескні ролі. За роки роботи в театрі зіграла близько 200 ролей.
Обиралася депутатом крайового і міської рад депутатів трудящих.

## Родина
- Чоловік — актор Микола Васильович Морщаков (пом. 1968).
  - Дочка — акторка Ольга Свєтлова (нар. 1950), заслужена артистка Росії (1994), грає в Краснодарському театрі драми[1].
  - Зять — актор Андрій Свєтлов (нар. 1950), заслужений артист РРФСР, грає в Краснодарському театрі драми.
    - Внучка — актриса Анастасія Андріївна Свєтлова, грає в Ярославському драматичному театрі.

  - Син — актор Дмитро Морщаков (нар. 1950), заслужений артист Росії, виступає в Краснодарському молодіжному театрі.
    - Онуки — Микола Дмитрович Морщаков, Марія Дмитрівна Морщакова, артисти балету.

## Нагороди та премії
- Заслужена артистка РРФСР (1.07.1960).
- Народна артистка РРФСР (27.06.1980).
- Лауреат фестивалю «Акторські зірки Росії» (1993).
- Почесний громадянин міста Краснодара (1994)[2].
- Пам'ятна медаль «За видатний внесок у розвиток Кубані».
- Орден Дружби (Росія) (2000).

## Роботи в театрі
- «Чайка» А. Чехова — Аркадіна
- «Одружений наречений» Р. Штайна і А. Кузнєцової — Серафима Стукашина
- «Дивний доктор» А. Сафронова — Ганна Тисячна
- «День чудових обманів» Р. Шерідана — Дуенья
- «Мільйонерка» Б. Шоу — Епіфанія
- «Мораль пані Дульської» Р. Запольської — пані Дульська
- «Живий труп» Л Толстого — Протасова
- «Старий» М. Горького — Дівиця
- «Діти сонця» М. Горького — Меланія
- «Васса Желєзнова» М. Горького — Рашель
- «Солдатська вдова» Н. Анкілова — Поліна
- «Останні» М. Горького — Софія
- «Матуся Кураж» Б. Брехта — матуся Кураж
- «Приведення» Г. Ібсена — Фру Альвінг
- «Дитячі пустощі» Л. Гелман — Міс Тідфорд
- «Любов і голуби» В. Гуркіна — Надя Кузякіна
- «Ретро» А. Галина — Роза Олександрівна Песочинська
- «Вечори» А. Дударєва — Ганна
- «Мамуре» Ж. Сармана — Селіна Муре
- «Ідіот» Ф. Достоєвського — Єпанчіна
- «Трикутник» А. Попова Віра Аркадіївна
- «Вони були так трепетно щасливі» Н. Птушкіної — Софія Іванівна
- «Любов…» Е. Радзинського — Стара
- «Дядя Ваня» А. Чехова — Войницька
- «Акомпаніатор» А. Галина — Жанна Володимирівна Корабльова
- «Правда — добре, а щастя краще» О. Островського — Феліцата
- «Хороший будинок, та морока в ньому» В. Варавва, Р. Кушнарьова — Бардачиха
- «Бададошкин і син» Л. Леонова — Домна Іванівна
- «Трикутник» Ст. Попова Віра Аркадіївна
- «Фома Фомич» Ф. Достоєвського — Крахотіина
- «Стара актриса на роль дружини Достоєвського» Е. Радзинського — актриса
- «Філумена Мартурано» Едуардо де Філіппо — Розалія Солімо
- «Утішитель вдів» Джузеппе Маротта і Белизерио Рандоне